# Augsburg (companie)
Augsburg International Impex  este o companie importatoare și distribuitoare de piese și accesorii auto din România.
Cifra de afaceri:
- 2006: 35 milioane euro[2]
- 2005: 26,7 milioane euro[1]

Istorie
În cei 15 ani de existență am adunat experiență în lucrul cu clienții noștri și recunoaștere la nivel național pentru calitatea serviciilor și dezvoltarea rapidă.
Prezentare generală
Augsburg International, este compania numărul 1 în România pe segmentul de piese originale și elemente de caroserie aftermarket și printre cei mai dinamici furnizori de piese, accesorii, utilaje și concepte de afaceri pentru service-urile din industria auto. Experiența, profesionalismul și permanenta orientare către nevoile clienților, ne recomandă ca partener de încredere și ne plasează în topul companiilor pe piața de profil din România. Profesionalismul companiei este demonstrat de rezultatele sale.
Compania s-a înființat în 1996, iar în 2009 avea o cifră de afaceri de 64 milioane de euro.
Cu 270 de angajați, 14 sucursale, o flotă de 130 de mașini și depozite însumate de 22.500 m2, Augsburg International oferă peste 8.000.000 de repere și 30.000 de referințe în stoc.
Experiența în activitatea de service este confirmată de apariția în 1997 a unuia dintre primele service-uri autorizate RAR de pe piață și, în același timp unul dintre printre primele service-uri care au adoptat sistemul de decontare directă a reparațiilor cu societățile de asigurări.
În 2003, Augsburg International a dezvoltat primul concept de magazin specializat de piese auto și service rapid de pe piața românească, sub brandul AT Augsburg.
MisiuneAugsburg International își propune să atingă perfecțiunea germană prin calitatea produselor și serviciilor oferite de echipă și partenerii săi, prezentându-se ca un concept de business inovator, etic și de succes, un model de urmat în piața auto din România.ValoriSeriozitate
Experiența ne-a învățat să tratăm cu atenție orice situație și să oferim soluțiile potrivite pentru problemele partenerilor noștri. Suntem mereu exigenți cu noi înșine pentru că prețuim corectitudinea, calitatea și respectarea angajamentelor.
Calitate
În domeniul auto, cea mai mică greșeală poate fi fatală. De aceea, pe lângă respectarea cerințelor impuse în domeniu, aducem un plus de valoare serviciilor noastre, urmărind să atingem cele mai înalte standarde de calitate.
Competența
Cunoștințele și experiența specialiștilor Augsburg International sunt piatra de temelie a acestei companii. Iar cum serviciile de calitate impun perfecționarea continuă, căutăm în permanență sa ne dezvoltăm competențele și să ne consolidăm poziția de lideri în domeniu.
Inovație
De-a lungul istoriei companiei, Augsburg International a intuit nevoile clienților și a introdus servicii noi pentru piața din România. Susținem progresul și ne propunem să ne dezvoltăm continuu pentru a găsi noi căi de îmbunătățire a serviciilor oferite. 
Diversitate
Serviciile noastre sunt construite pe baza nevoilor diverse ale clienților. Indiferent de situație, găsim întotdeauna opțiunile potrivite și ne ajutăm clienții să aleagă cea mai bună soluție pentru a obține rezultatele dorite. Profesionalismul companiei este demonstrat de rezultate: Augsburg International a avut primul service care a primit autorizare RAR și cel care a inițiat sistemul de decontare directă a reparațiilor cu societățile de asigurări. 
Stan Madalin